# Thomas Herbert
Thomas Herbert (4 novembre 1606 – 1er mars 1682) est un voyageur,  historien anglais et gentilhomme de la Chambre du roi Charles Ier d'Angleterre. 

## Biographie
Issu d'un milieu de marchands et de notables du Yorkshire, Herbert accomplit ses études à Cambridge et à Oxford. En 1626, il devient secrétaire de l'ambassade envoyée à la cour de Shah 'Abbas Ier par Charles Ier. Cette mission, dirigée par Sir Dodmer Cotton, dure jusqu'en 1629. Il en rédige une relation détaillée publiée cinq ans plus tard sous le titre Some Yeares Travail Begunne Anno 1626 into Afrique and the Greater Asia (Londres, 1634). 
Dans cet ouvrage, Herbert décrit les lieux qu'il a visités : le Cap, Madagascar, Goa, Surat ainsi que le golfe Persique. Les membres de l'ambassade arrivent en Iran le 10 janvier 1628, par le port de Gombron — qui remplace alors l'ancien port international d'Ormuz — récemment pris aux Portugais par les Safavides soutenus par la flotte de l'East India Company (1622). Ils se dirigent ensuite vers Shiraz, Ispahan et finalement Ashraf, dans la province du Mazanderan, où réside le shah. 
Herbert donne une vision très sombre du souverain safavide dans la dernière année de son règne (celui-ci meurt un an plus tard) : Shah 'Abbas est présenté comme un véritable tyran, accaparant les rênes du pouvoir et étouffant toute forme de contestation de manière sanglante. En fait, cette vision est largement due à l'échec de la mission (le souverain refusant d'accorder un monopole commercial demandé par les Anglais) ainsi qu'au contexte de réception de l'ouvrage dans l'Angleterre des années 1630, où on assiste à une remise en cause du pouvoir absolu et autoritaire du roi Charles Ier.  
Lors de son trajet de retour, l'ambassade anglaise passe par Qazvin, où Dodmer Cotton et Robert Shirley (gentilhomme anglais entré au service de Shah 'Abbas en 1598) meurent tous les deux de maladie. Herbert continue son voyage avec le reste du cortège diplomatique en passant par Ceylan et Sainte-Hélène. 
Entre 1630 et 1631, il voyage en Europe puis se marie en 1632 et se retire dans son domaine de Tintern. Dans les années 1630, il se montre plutôt favorable aux orientations parlementaires et rejoint la cause du Parlement durant la Guerre Civile et l'Interrègne. Entre 1647 et 1649, il devient gentilhomme de la Chambre de Charles Ier et assiste à son exécution (il en fera un récit détaillé en 1678, dans un ouvrage, royaliste cette fois, intitulé Threnodia Carolina). Dans les années suivantes, il intègre la New Model Army et opère en Irlande. Il y occupe plusieurs charges de gouvernement pendant la décennie 1650 : en 1654, Oliver Cromwell le nomme par exemple secrétaire du Conseil d'État d'Irlande. En juillet 1658, il est fait chevalier en récompense de ses services par Henry Cromwell. 
En 1660, Herbert retourne à Londres au moment de la restauration monarchique. Il prend position pour le nouveau roi, Charles II, qui le nomme baronnet (Sir Thomas Herbert de Tintern). Sa fille épouse toutefois Robert Phayre (un régicide). Il demeure à Londres jusqu'à la Grande Peste de 1666 puis se retire à York, où il meurt le 1er mars 1682.

## Œuvres
- Relation du voyage de Perse et des Indes orientales, traduites de l'anglais , Paris : chez Jean du Puis, 1663,

### Sources
- (en) Cet article est partiellement ou en totalité issu de l’article de Wikipédia en anglais intitulé « Sir Thomas Herbert, 1st Baronet » (voir la liste des auteurs) citant John William Cousin, A Short Biographical Dictionary of English Literature, 1910